# Desideratum
Desideratum è l'ottavo album in studio del gruppo extreme metal britannico Anaal Nathrakh, pubblicato nel 2014.

## Tracce
1. Acheronta Movebimus – 3:30
2. Unleash – 3:41
3. Monstrum in Animo – 4:01
4. The One Thing Needful – 3:53
5. A Firm Foundation of Unyielding Despair – 3:37
6. Desideratum – 3:59
7. Idol – 3:38
8. Sub Specie Aeterni (Of Maggots and Humanity) – 3:16
9. The Joystream – 4:24
10. Rage and Red – 3:30
11. Ita Mori – 3:42

## Formazione

### Gruppo
- Dave Hunt (aka V.I.T.R.I.O.L.) – voce
- Mick Kenney (aka Irrumator) – chitarra, basso, programmazioni, produzione